# Frederico I, Conde de Hesse-Homburgo
Frederico I de Hesse-Darmstadt (5 de março de 1585 - 9 de maio de 1638) foi o primeiro conde de Hesse-Homburgo.

## Família
Frederico era o oitavo filho do conde Jorge I de Hesse-Darmstadt e da condessa Madalena de Lippe. Os seus avós paternos eram o conde Filipe I de Hesse e a duquesa Cristina da Saxónia. Os seus avós maternos eram o conde Bernardo VIII de Lippe e da condessa Catarina de Waldeck–Eisenberg.

## Vida
Em 1622, Frederico recebeu o estado de Hesse-Homburgo. Em 1768 o território seria dividido a meio entre Hesse-Homburgo e Hesse-Homburgo-Bingenheim. Frederico foi o fundador da linha de Hesse-Homburgo, o terceiro ramo da Casa de Hesse.

## Casamento e descendência
Frederico casou-se no dia 10 de agosto de 1622 com a duquesa Margarida de Leiningen-Westerburg. Juntos tiveram seis filhos:
- Luís I Filipe de Hesse-Homburgo (20 de agosto de 1623 - 16 de março de 1643), morreu aos dezanove anos de idade; sem descendência.
- Jorge de Hesse-Homburgo (29 de outubro de 1624 - 24 de dezembro de 1624), morreu com quase dois meses de idade.
- Guilherme Cristóvão de Hesse-Homburgo (13 de novembro de 1625 - 27 de agosto de 1681), casado com a condessa Sofia Leonor de Hesse-Darmstadt; com descendência.
- Jorge Cristiano de Hesse-Homburgo (10 de dezembro de 1626 - 11 de agosto de 1677), casado com Anna Cathrine Pogwisch; sem descendência.
- Ana Margarida de Hesse-Homburgo (31 de agosto de 1629 - 3 de agosto de 1686), casado com o duque Filipe Luís de Schleswig-Holstein-Sønderburg-Wiesenburg; com descendência.
- Frederico II de Hesse-Homburgo (30 de março de 1633 - 24 de janeiro de 1708), casado primeiro com Margareta Brahe; sem descendência. Casado depois com a princesa Luísa Isabel da Curlândia; com descendência. Casado pela terceira vez com a condessa Sofia Sibila de Leiningen-Westerburg; com descendência.